# When the Indians Cry
When the Indians Cry (dt. „Wenn die Indianer weinen“) ist ein Lied der estnischen Popgruppe Vanilla Ninja. Es erschien als vierte und letzte Single aus ihrem zweiten Studioalbum Traces of Sadness am 23. August 2004.

## Produktion
Produziert wurde die Ballade von David Brandes, Jane Tempest und Bernd Meinunger. Nach dem Ausstieg von Bandmitglied Maarja Kivi produzierte Brandes das Stück neu. Der Beginn des Liedes wurde mit Schlagzeugklängen untermalt und das Lied wurde am Ende um etwa 20 Sekunden verlängert. Hierbei wurde der Refrain nochmal gesungen. Die Erstversion, die auf dem Album Traces of Sadness zu hören ist, wird von Maarja und der Frontfrau Lenna Kuurmaa gesungen. Bei der zweiten, als Single veröffentlichten Version übernimmt Kuurmaa die erste Strophe. Triinu Kivilaan, die als Ersatz für Maarja in die Band eingestiegen war, singt die zweite Strophe in der erneuerten Version.

## Veröffentlichung
When the Indians Cry wurde am 23. August 2004 im deutschsprachigen Raum als normale und als 2-Tracksingle von der Plattenfirma Bros Music veröffentlicht. Es ist neben dem Album Traces of Sadness auch auf dem Best-of-Album zu hören. Der Song fand neben Tough Enough, Don’t Go Too Fast und Blue Tattoo im Jahr 2005 auch im Titel Megamix Verwendung. Die vier Singles des zweiten Albums sind neben der Single Blue Tattoo ein Teil der Single Collection. Bei der 30. Ausgabe von The Dome traten sie mit When the Indians Cry auf.

## Chartplatzierungen
| ChartsChartplatzierungen | Höchstplatzierung | Wochen |
| ------------------------ | ----------------- | ------ |
| Deutschland (GfK)        | 8 (13 Wo.)        | 13     |
| Österreich (Ö3)          | 7 (15 Wo.)        | 15     |
| Schweiz (IFPI)           | 27 (11 Wo.)       | 11     |

| ChartsJahrescharts (2004) | Platzierung |
| ------------------------- | ----------- |
| Deutschland (GfK)         | 65          |

## Musikvideo
Das Musikvideo zum Song wurde in Spanien, Playa Caragol gedreht. Die Regie führten Mathias Vielsäcker und Christoph Mangler.

## Light of Hope
Ende 2004 wurde der Text von When the Indians Cry umgeschrieben. Als Light of Hope wurde die Version das erste Mal am 17. Dezember 2004 auf der Kompilation Booom 2005 The First – 40 Explosive Hits veröffentlicht. Fünf Jahre später, am 27. November 2009, war der Titel wieder auf einer Weihnachtskompilation zu hören. Auf der CD Die schönsten Weihnachts*Hits [2009] ist Light of Hope als dreizehntes Lied auf der zweiten Scheibe zu hören.

## Cover
When the Indians Cry stammt im Original von Chris Norman und wurde bereits 2001 veröffentlicht. Der Song ist ein komplett übernommenes Cover; nur die Melodie wurde etwas rockiger produziert.
Außerdem sang Simone Stelzer den Song 2009 als Wenn die Seele schweigt auf ihrem Album Morgenrot. Die Melodie blieb gleich, nur der Text wurde auf Deutsch verfasst.